# 구영배
구영배(1966년 2월 23일 ~ )는 대한민국의 기업인 출신 범죄자이다. 온라인 전자상거래인 지마켓과 큐텐(Qoo10) 창업주다.

## 학력
- 서울대학교 자원공학과 졸업 (사실 여부 의심)

## 경력
- 1991년 ~ 1999년: Schlumberger 근무
- 1999년 ~ 2000년: 인터파크 전략기획실
- 2000년 ~ 2001년: G마켓 사업총괄
- 2001년 ~ 2009년: G마켓 대표이사
- 2010년 ~ 현재: 큐텐(Qoo10) 대표이사

## 사건

### 큐텐 정산 지연 사태
2024년 7월경 무리한 확장세 때문에 큐텐 정산 지연 사태가 발생했다.

### 1.5조 사기, 600억대 횡령·배임 혐의
1.5조 사기, 600억대 횡령·배임 혐의로 체포되었다. 이후 출국 금지 조치 명령을 받았다. 구영배가 소유한 큐익스프레스 지분 전부를 잃었다.

## 같이 보기
- 권도형